# 佐藤公治
佐藤 公治（さとう こうじ、1959年7月28日 - ）は、日本の政治家。立憲民主党所属の衆議院議員（5期）、立憲民主党広島県連代表、政治団体「結集ひろしま」代表。
参議院議員（1期）、参議院外交防衛委員長、衆議院沖縄北方問題特別委員長、民主党副幹事長、生活の党参議院幹事長等を務めた。
農林水産大臣や国土庁長官、北海道開発庁長官、沖縄開発庁長官等を歴任した元衆議院議員の佐藤守良の次男。

## 来歴

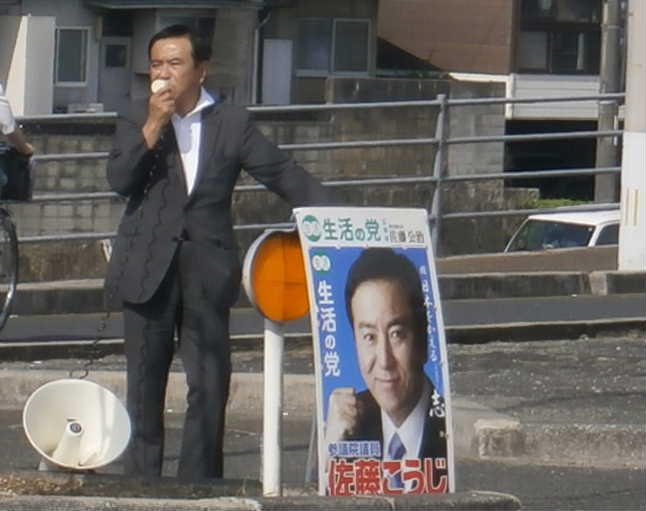
2013年6月17日、広島県福山市での街頭演説にて

広島県御調郡向島町（現尾道市）生まれ。慶應義塾高等学校卒業、慶應義塾大学法学部政治学科卒業。大学卒業後、電通に入社。その後、父である佐藤守良の秘書に転じ、守良が第2次海部内閣で国土庁長官、羽田内閣で北海道開発庁長官兼沖縄開発庁長官に任命された際は、それぞれ秘書官を務めた。守良は1996年3月に死去。

### 衆院選出馬、衆議院議員
守良の死去により、第41回衆議院議員総選挙に新進党公認で広島6区から出馬したが、自由民主党前職の亀井静香に3万票超の大差で敗れた（新進党は加藤六月ら一部の例外を除き、比例代表への重複立候補を認めなかった）。新進党解党後、小沢一郎を中心に結党した自由党に参加した。2000年の第42回衆議院議員総選挙に自由党公認で広島6区から出馬し、前回よりも票差をあけられ亀井に敗れたが、重複立候補していた比例中国ブロックで復活し、初当選した。2003年、民由合併により民主党に入党。同年の第43回衆議院議員総選挙では、亀井に約1万7千票差まで迫ったものの敗れ、再び比例復活で再選。2005年の第44回衆議院議員総選挙では、郵政民営化に反対した亀井が自民党を離党し、国民新党から出馬。自民党は無所属で立候補した堀江貴文を推薦し、両者の争いに埋没した佐藤は比例復活もならず落選した。

### 参議院議員
2007年、第21回参議院議員通常選挙に国民新党の亀井静香の支援も受けて民主党公認で出馬し、現職の国家公安委員会委員長である自民党現職の溝手顕正を上回る得票数で当選した。2009年10月、小沢一郎民主党幹事長の下で副幹事長に起用される。
2010年6月2日、鳩山由紀夫が民主党代表と首相辞任を表明。鳩山の辞任に伴う代表選挙（6月4日投開票）では樽床伸二の推薦人に名を連ねた。同年、参議院外交防衛委員長に就任した。
2011年8月26日、菅直人首相が民主党代表辞任を正式に表明。菅の辞任に伴う代表選挙（8月29日投開票）では海江田万里の推薦人に名を連ねた。
2012年7月2日、野田佳彦首相が推進する消費増税の方針に反発し、民主党に離党届を提出し、翌7月3日に受理された。7月11日、国民の生活が第一の結党に参加し、党財務委員長に起用された。同年11月28日、嘉田由紀子滋賀県知事が代表を務める日本未来の党に参加。同年の第46回衆議院議員総選挙後の分党により、生活の党に参加し、党参議院幹事長を務める。2013年の第23回参議院議員通常選挙に生活の党公認で広島県選挙区から出馬したが、6人中4位の得票数で落選した。
2014年12月の第47回衆議院議員総選挙では、かつての対抗馬だった亀井静香陣営の選対本部長を務めた。

### 国政復帰、衆議院議員
第48回衆議院議員総選挙に際しては、当初自由党（旧生活の党）からの出馬が内定していたが、自由党は希望の党への合流を模索し、佐藤は希望の党公認で出馬。亀井は不出馬を表明し、佐藤支持を表明。連合広島からも支援を受け、広島6区で自民党前職の小島敏文を破り、4年ぶりに国政復帰を果たした（小島も比例復活）。
2018年5月7日に民進党・希望の党が合流して結党した国民民主党には参加を見送り、当面は無所属で活動する意向を表明した。同年6月23日、森本真治参議院議員（国民民主党広島県連代表）らと会見を開き、立憲民主党・国民民主党・社会民主党の県内組織などで構成される、野党連携を推し進めるための任意団体「国民主権を取り戻すために結集する広島政党連絡会」（略称：結集ひろしま）の設立を発表。
2019年3月1日、国民民主党の衆院会派に入会した。6月23日、「国民主権を取り戻すために結集する広島政党連絡会」が政治団体として正式に設立され、佐藤が代表に就任した。
2020年8月24日、旧立憲民主党と旧国民民主党は、2つの無所属グループを加えた形で合流新党を結成することで合意した。同年9月10日に行われた新「立憲民主党」の代表選挙では枝野幸男の推薦人に名を連ねた。同年10月4日、新立憲民主党の広島県連設立大会が開催され、県連代表に就任した。
2021年10月31日の第49回衆議院議員総選挙で小島を破り4選（小島は比例復活で当選）。
12月13日の立憲民主党の常任幹事会で、次期衆院選において広島5区からの出馬が内定した。
2024年9月23日に実施された代表選挙では野田佳彦の推薦人に名を連ねた。同年10月27日の第50回衆議院議員総選挙で同じく5区から出馬した小島らを破り5選。

## 政策・主張
- 日本国憲法の改正に賛成だが、第9条の改正については賛否を明らかにしていない[30]。
- 憲法への緊急事態条項の創設に賛成[30]。
- 原子力発電について「当面は必要だが、将来的には廃止すべき」としている[30]。
- カジノの解禁に反対[30]。
- 日本の核武装について「将来にわたって検討すべきでない」としており、非核三原則の「持ち込ませず」の部分についても「議論する必要はない」としている[30]。
- 女性宮家の創設に反対[30]。

## 選挙
| 当落 | 選挙                     | 執行日         | 年齢 | 選挙区       | 政党       | 得票数     | 得票率 | 定数 | 得票順位 /候補者数 | 政党内比例順位 /政党当選者数 |
| ---- | ------------------------ | -------------- | ---- | ------------ | ---------- | ---------- | ------ | ---- | ------------------ | ---------------------------- |
| 落   | 第41回衆議院議員総選挙   | 1996年10月20日 | 37   | 広島県第6区  | 新進党     | 8万8391票  | 35.37% | 1    | 2/4                | /                            |
| 比当 | 第42回衆議院議員総選挙   | 2000年06月25日 | 40   | 広島県第6区  | 自由党     | 8万1181票  | 33.88% | 1    | 2/3                | 1/1                          |
| 比当 | 第43回衆議院議員総選挙   | 2003年11月09日 | 44   | 広島県第6区  | 民主党     | 10万677票  | 43.93% | 1    | 2/3                | 3/4                          |
| 落   | 第44回衆議院議員総選挙   | 2005年09月11日 | 46   | 広島県第6区  | 民主党     | 6万8365票  | 25.58% | 1    | 3/4                | 7/2                          |
| 当   | 第21回参議院議員通常選挙 | 2007年07月29日 | 48   | 広島県選挙区 | 民主党     | 57万823票  | 43.91% | 2    | 1/6                | /                            |
| 落   | 第23回参議院議員通常選挙 | 2013年07月21日 | 53   | 広島県選挙区 | 生活の党   | 13万7327票 | 12.18% | 2    | 4/6                | /                            |
| 当   | 第48回衆議院議員総選挙   | 2017年10月22日 | 58   | 広島県第6区  | 希望の党   | 8万5616票  | 50.54% | 1    | 1/3                | /                            |
| 当   | 第49回衆議院議員総選挙   | 2021年10月31日 | 62   | 広島県第6区  | 立憲民主党 | 8万3796票  | 51.42% | 1    | 1/2                | /                            |
| 当   | 第50回衆議院議員総選挙   | 2024年10月27日 | 65   | 広島県第5区  | 立憲民主党 | 8万2297票  | 53.37% | 1    | 1/3                | /                            |